# Padunia forcipata
Padunia forcipata är en nattsländeart som beskrevs av Martynov 1934. Padunia forcipata ingår i släktet Padunia och familjen stenhusnattsländor. Inga underarter finns listade i Catalogue of Life.